# Теллер (округ, Колорадо)
Шаблон:StateAbbr_ 38°53′ пн. ш. 105°09′ зх. д. / 38.88° пн. ш. 105.15° зх. д.
Округ Теллер (англ. Teller County) — округ (графство) у штаті Колорадо, США. Ідентифікатор округу 08119.

## Історія
Округ утворений 1899 року.

## Демографія
За даними перепису 
2000 року 
загальне населення округу становило 20555 осіб, зокрема міського населення було 8569, а сільського — 11986.
Серед мешканців округу чоловіків було 10412, а жінок — 10143. В окрузі було 7993 домогосподарства, 5925 родин, які мешкали в 10362 будинках.
Середній розмір родини становив 2,94.
Віковий розподіл населення поданий у таблиці:
| Стать    | До 15 років | 15-21 | 22-29 | 30-39 | 40-49 | 50-65 | 65-85 | Понад 85 |
| -------- | ----------- | ----- | ----- | ----- | ----- | ----- | ----- | -------- |
| Чоловіки | 2209        | 971   | 625   | 1571  | 2270  | 2014  | 728   | 24       |
| Жінки    | 2084        | 813   | 621   | 1647  | 2281  | 1909  | 732   | 56       |

## Суміжні округи
- Дуглас — північ
- Джефферсон — північ
- Ель-Пасо — схід
- Фремонт — південь
- Парк — захід

## Виноски
1. ↑  U.S. Decennial Census. United States Census Bureau. Процитовано 11 червня 2014.
2. ↑  Historical Census Browser. University of Virginia Library. Архів оригіналу за 11 серпня 2012. Процитовано 11 червня 2014.
3. ↑  Population of Counties by Decennial Census: 1900 to 1990. United States Census Bureau. Процитовано 11 червня 2014.
4. ↑  Census 2000 PHC-T-4. Ranking Tables for Counties: 1990 and 2000 (PDF). United States Census Bureau. Процитовано 11 червня 2014.
5. ↑  State & County QuickFacts. United States Census Bureau. Архів оригіналу за 28 липня 2011. Процитовано 11 червня 2014. [Архівовано 2011-07-28 у Wayback Machine.](англ.) Наведено за англійською вікіпедією.
6. ↑  American FactFinder. Бюро перепису населення США. Архів оригіналу за 26 лютого 2012. Процитовано 31 січня 2008. [Архівовано 2008-05-21 у Wayback Machine.]

| США | Це незавершена стаття з географії США. Ви можете допомогти проєкту, виправивши або дописавши її. |